# Мартиг (футбольный клуб)
«Мартиг» (фр. Football club de Martigues) — французский футбольный клуб из одноимённого города. Выступает в Лиге 2.

## История
Клуб был основан в 1921 году, домашние матчи проводит на арене «Стад Франсис Туркан», вмещающей 11 500 зрителей. В Лиге 1 «Мартиг» провёл 3 сезона, с 1993 по 1996 годы. Лучшим результатом в чемпионатах Франции, является для «Мартига» 11-е место в сезоне 1994/95. С середины 1990-х по 2010-е пребывал в французских низших лигах, Любительском чемпионате Франции, пройдя путь до Лиги Насьональ 2 до сезона 2016/17. В 2022 году выиграл Лигу Насьональ 2, впервые за долгие годы выйдя в Насьональ. По результатам в сезоне 2023/24 вышел в Лигу 2, заняв второе место.

## Достижения
Лига Насьональ 2
- Победитель: 2021/22

Насьональ
- Второе место: 2023/24